# Jorge Mourato
Jorge Mourato (Leiria, 21 de Junho de 1974), é um actor e dobrador português.

## Biografia
Jorge Mourato nasceu a 21 de Junho de 1974, em Leiria, mas considera-se um "marinhense de gema".
Estreou-se na TV em 1999, na série Residencial Tejo. Desde então participou no Médico de Família (um episódio) e nas novelas: Vingança (sete episódios) e Floribela (sete episódios). E nas séries Aqui não Há Quem Viva (dois episódios), 7 Vidas, Maré Alta, Não há Pai e Tudo sobre... (esta última na RTP).
Também foi presença assídua dos esquetes humorísticos dos extintos talk shows da SIC (primeiro no SIC 10 Horas, depois nos programas da tarde Às Duas por Três, e no Contacto).
Durante alguns meses em 2003, apresentou com Fátima Lopes o SIC 10 Horas, antes dessa experiência conduziu ainda um programa sobre o comportamento sobrenatural nos seres humanos.
Em 2011 integrou o elenco fixo da novela da SIC, Laços de Sangue, vencedora de um Emmy.
Jorge Mourato foi nomeado por duas vezes para um Troféu TV 7 Dias: em 2010 para Melhor Ator na categoria de Comédia pela sua participação na Companhia das Manhãs (2009); em 2014 para Melhor Ator na categoria de Séries pelo seu trabalho em Bem-Vindos a Beirais (2013).

## Televisão
| Ano         | Projeto                                   | Papel                        | Notas                                 | Canal |
| 1998        | Fátima Lopes                              | Vários papéis                | Programa de Televisão                 | SIC   |
| 1999        | Residencial Tejo                          | Carlos                       | Elenco Principal                      | SIC   |
| 2000        | Médico de Família                         |                              | Elenco Adicional                      | SIC   |
| 2001        | Noites Marcianas                          | Vários papéis                | Programa de Televisão                 | SIC   |
| 2002 - 2005 | Às Duas por Três                          | Vários papéis                | Programa de Televisão                 | SIC   |
| 2002        | Não Há Pai                                | Joca                         |                                       | SIC   |
| 2003        | SIC 10 Horas                              | Ele Próprio                  | Apresentador, ao lado de Fátima Lopes | SIC   |
| 2003        | Do Outro Mundo                            | Ele Próprio                  | Apresentador                          | SIC   |
| 2004        | Maré Alta                                 | Vários papéis                | Participação Especial                 | SIC   |
| 2005        | Tudo Sobre...                             | Vários papéis                |                                       | SIC   |
| 2005 - 2009 | Fátima                                    | Vários papéis                | Participação Especial                 | SIC   |
| 2006 - 2009 | Contacto                                  | Vários papéis                | Participação Especial                 | SIC   |
| 2006 - 2009 | 7 Vidas                                   | António "Toni"               | Protagonista                          | SIC   |
| 2007        | Jura                                      | Manoel                       | Elenco Adicional                      | SIC   |
| 2007        | Floribella                                | Cliente                      | Elenco Adicional                      | SIC   |
| 2007        | Vingança                                  | Advogado                     | Elenco Adicional                      | SIC   |
| 2008        | Aqui Não Há Quem Viva                     |                              | Participação Especial                 | SIC   |
| 2008        | Liberdade 21                              | Renato                       | Ator Convidado                        | SIC   |
| 2008        | Vida Nova                                 | Vários papéis                | Programa de Televisão                 | SIC   |
| 2008        | VIP Manicure                              | Urbano                       | Elenco Principal                      | SIC   |
| 2010 - 2011 | Laços de Sangue                           | Lourenço Miranda             | Elenco Principal                      | SIC   |
| 2011        | Gosto Disto!                              | Vários papéis                | Programa de Televisão                 | SIC   |
| 2011 - 2013 | Viver É Fácil                             | Cândido                      | Protagonista                          | RTP1  |
| 2011        | Velhos Amigos                             | André Batista Adicional      | Elenco Adicional                      | RTP1  |
| 2013        | Hotel Cinco Estrelas                      | Vítor                        | Ator Convidado                        | RTP1  |
| 2013 - 2016 | Bem-Vindos a Beirais                      | Carlos Manuel Batista        | Elenco Principal                      | RTP1  |
| 2016 - 2017 | A Tua Cara Não Me É Estranha (4.ª edição) | Ele Próprio                  | Concorrente                           | TVI   |
| 2017 - 2018 | País Irmão                                | Carlos                       | Elenco Adicional                      | RTP1  |
| 2019        | Desliga a Televisão                       | Vários papéis                | Elenco Principal                      | RTP1  |
| 2021        | Pôr do Sol                                | Coronel Facínora             | Elenco Principal                      | RTP1  |
| 2021        | Ai a Minha Vida                           | Ricardo Paiva                | Elenco Principal                      | TVI   |
| 2022 - 2023 | Por Ti                                    | Manuel "Neca" Ferreira Pinho | Elenco Principal                      | SIC   |
| 2022        | O Pai Tirano                              | Cirilloff                    | Elenco Principal (OPTO)               | SIC   |
| 2023        | A Casa da Aurora                          | Vítor «Vitinho»              | Ator Convidado                        | SIC   |
| 2024 - 2025 | Festa É Festa                             | Agostinho Trindade           | Elenco Principal                      | TVI   |
| 2024        | Salto de Fé                               | Domingos                     | Elenco Principal                      | RTP1  |
| 2025 - 2026 | Vitória                                   | Duarte Gameiro               | Elenco Principal                      | SIC   |